# (40) Harmonia
(40) Harmonia és l'asteroide que porta el número 40 de la sèrie, descobert des de París el 31 de març de 1856 per Hermann Mayer Salomon Goldschmidt. Rep el nom d'Harmonia, que és la deessa grega de l'harmonia. Es posà aquest nom per commemorar la fi de la guerra de Crimea.